# Boucardicus divei
Boucardicus divei és una espècie de caragol terrestre pertanyent a la família Cyclophoridae.

## Hàbitat
Viu als boscos tropicals i subtropicals secs entre 100 i 1.000 m d'altitud.

## Distribució geogràfica
Es troba al sud-est de Madagascar.

## Estat de conservació
La seua principal amenaça és la fragmentació de les seues poblacions.